# Augustus C. Dodge

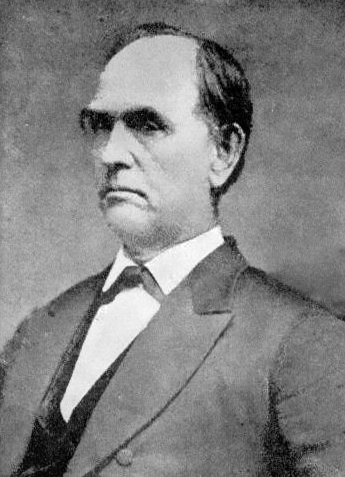
Augustus C. Dodge

Augustus Caesar Dodge (* 2. Januar 1812 in Sainte Genevieve, Sainte Genevieve County, Missouri; † 20. November 1883 in Burlington, Iowa) war ein US-amerikanischer Politiker (Demokratische Partei). Er war einer der beiden ersten US-Senatoren aus Iowa nach der Gründung des Bundesstaates im Jahr 1846.
Der zuhause unterrichtete und somit ohne wirkliche Schulbildung aufgewachsene Augustus Dodge zog mit seinem Vater Henry Dodge 1827 nach Illinois, wo sich die Familie in Galena ansiedelte. Er war dort in den Bleiminen seines Vaters beschäftigt. Als Soldat kämpfte er unter anderem im Black-Hawk-Krieg.
1837 ließ sich Dodge in Burlington im Iowa-Territorium nieder. Dort arbeitete er von 1838 bis 1840 für das Land Office. Ab dem 28. Oktober 1840 vertrat er das Territorium als nicht stimmberechtigter Delegierter im US-Repräsentantenhaus in Washington. Nach dreimaliger Wiederwahl verblieb er dort bis zum 28. Dezember 1846, als Iowa zum Bundesstaat erhoben wurde.
Am 7. Dezember 1848 zog Dodge als Vertreter Iowas in den US-Senat ein. Diesem gehörte zu jenem Zeitpunkt bereits sein Vater an, der den Staat Wisconsin repräsentierte. Dies war der einzige Fall in der Geschichte des Senats, dass Vater und Sohn der Parlamentskammer gleichzeitig angehörten. Augustus Dodge blieb bis 1855 im Senat, ehe er zurücktrat und die Ernennung zum Botschafter in Spanien durch US-Präsident Franklin Pierce annahm.
1859 kehrte Dodge in die Vereinigten Staaten zurück. Er kandidierte im Oktober desselben Jahres als Gouverneur von Iowa, unterlag aber dem Republikaner Samuel Jordan Kirkwood. Von 1874 bis 1875 war er Bürgermeister von Burlington, wo er 1883 starb. Das Dodge County in Nebraska wurde zu seinen Ehren nach ihm benannt, ebenso die Dodge Street in Omaha.
Augustus Dodge war der Sohn von Henry Dodge (1782–1867), der unter anderem Kongressdelegierter und Gouverneur des Wisconsin-Territoriums war. Außerdem war er ein Neffe von US-Senator Lewis F. Linn (1795–1843).